# 1991 en Finlande
Chronologie de la Finlande
- 1987
- 1988
- 1989
- 1990
- 1991
- 1992
- 1993
- 1994
- 1995

Cette page concerne les évènements survenus en 1991 en Finlande ou qui concernent ce pays :

## Événements

### Janvier
- 1er janvier : 
  - la Finlande devient membre de l'Organisation européenne pour la recherche nucléaire (CERN).
  - les entreprises forestières Rauma-Repola Oy et United Paper Mills Oy fusionnent pour former Repola Oy (en), dont le PDG est Tauno Matomäki.
- 14 janvier : le Parti de l’Humanité et le Parti des retraités indépendants non alignés de Finlande sont enregistrés comme partis politiques. Le RSES était principalement composé de membres licenciés ou démissionnaires du Parti des retraités finlandais, et son nom a été changé plus tard dans l’année en « Retraités pour le peuple ».
- 17 janvier : le président Mauno Koivisto ratifie un décret transformant les municipalités de Kitee, Nivala et Orimattila en villes début 1992.
- 23 janvier : le ministère de l'Environnement publie un rapport selon lequel les émissions de mercure en Finlande ont doublé en dix ans.
- 25 janvier : le Parlement approuve de nouvelles lois sur l'enseignement secondaire général et supérieur, qui entreront en vigueur à la rentrée 1991, transférant la quasi-totalité des pouvoirs de décision concernant les écoles aux municipalités.
- 31 janvier : le ministère de l'Intérieur a annoncé que 2 725 personnes avaient demandé l'asile en Finlande en 1990 – dont plus de la moitié étaient des Somaliens, soit plus de quinze fois plus qu'en 1989. Parmi les demandeurs figuraient une douzaine de jeunes pirates de l'air soviétiques. Seulement 364 demandes d'asile ont été traitées et moins d'un tiers des demandeurs ont obtenu l'asile ou un permis de séjour[1].

### Février
- 25 février : selon le Centre d’enregistrement de la population, la population de la Finlande a dépassé la barre des cinq millions d’habitants.
- 26 février : presque tous les États membres de la Commission économique pour l'Europe (CEE), dont la Finlande, ont signé l'Accord sur l'évaluation de l'impact sur l'environnement (EIE). Cet accord oblige les États membres à évaluer l'impact environnemental des grands projets économiques avant leur mise en œuvre.

### Mars
- 14 mars : Oleg Kozlov, un étudiant qui a détourné un avion de ligne soviétique vers la Finlande en juin 1990, a été condamné à cinq ans de détention dans un camp de travail « classe moyenne » dans la capitale lettone, Riga.
- 17 mars : des élections législatives ont eu lieu en Finlande. Au total, 17 partis enregistrés ont présenté des candidats, un nombre record. Le Parti du centre finlandais a gagné 15 sièges, tandis que le Parti social-démocrate en a perdu huit et le Parti de la coalition pas moins de 13.
- 24 mars : le conseil du SDP a approuvé la proposition de la direction du parti de rester dans l'opposition. Le SDP a participé à presque tous les gouvernements finlandais depuis 1966.
- 27 mars : le premier appel GSM au monde a été effectué en Finlande sur le réseau Radiolinja.

### Avril
- 27 avril : le président du SDP, Pertti Paasio, a déclaré que la Finlande devrait se préparer à demander l’adhésion à la Communauté européenne.
- 30 avril : des changements ont été apportés au Présidium du Parlement suite à la nomination du gouvernement Aho. Ilkka Suominen, du Parti de la coalition, a été élu président et Mikko Pesälä, du Parti du centre, deuxième vice-président.

### Mai
- 24 mai : le président Mauno Koivisto a présenté au gouvernement une analyse de la politique étrangère, selon laquelle la Finlande exclut à ce stade l'adhésion à la Communauté européenne.
- 31 mai : le président Mauno Koivisto a déclaré dans une interview au magazine Kotimaa que l’Église évangélique luthérienne de Finlande devrait se distancer de l’État et éventuellement se préparer à abandonner son statut officiel.

### Juin
- 7 juin : le mark finlandais est unilatéralement rattaché à l'unité monétaire du Système monétaire européen, l'ECU.
- 8 juin : le ministre du Commerce extérieur, Pertti Salolainen, a été élu président du Parti de la coalition. Le député Heikki A. Ollila et la ministre de l'Environnement, Sirpa Pietikäinen, ont été élus vice-présidents, ainsi que la nouvelle députée Riitta Jouppila. Le congrès du parti a adopté une déclaration selon laquelle la Finlande devrait se fixer comme objectif l'adhésion à la Communauté européenne.

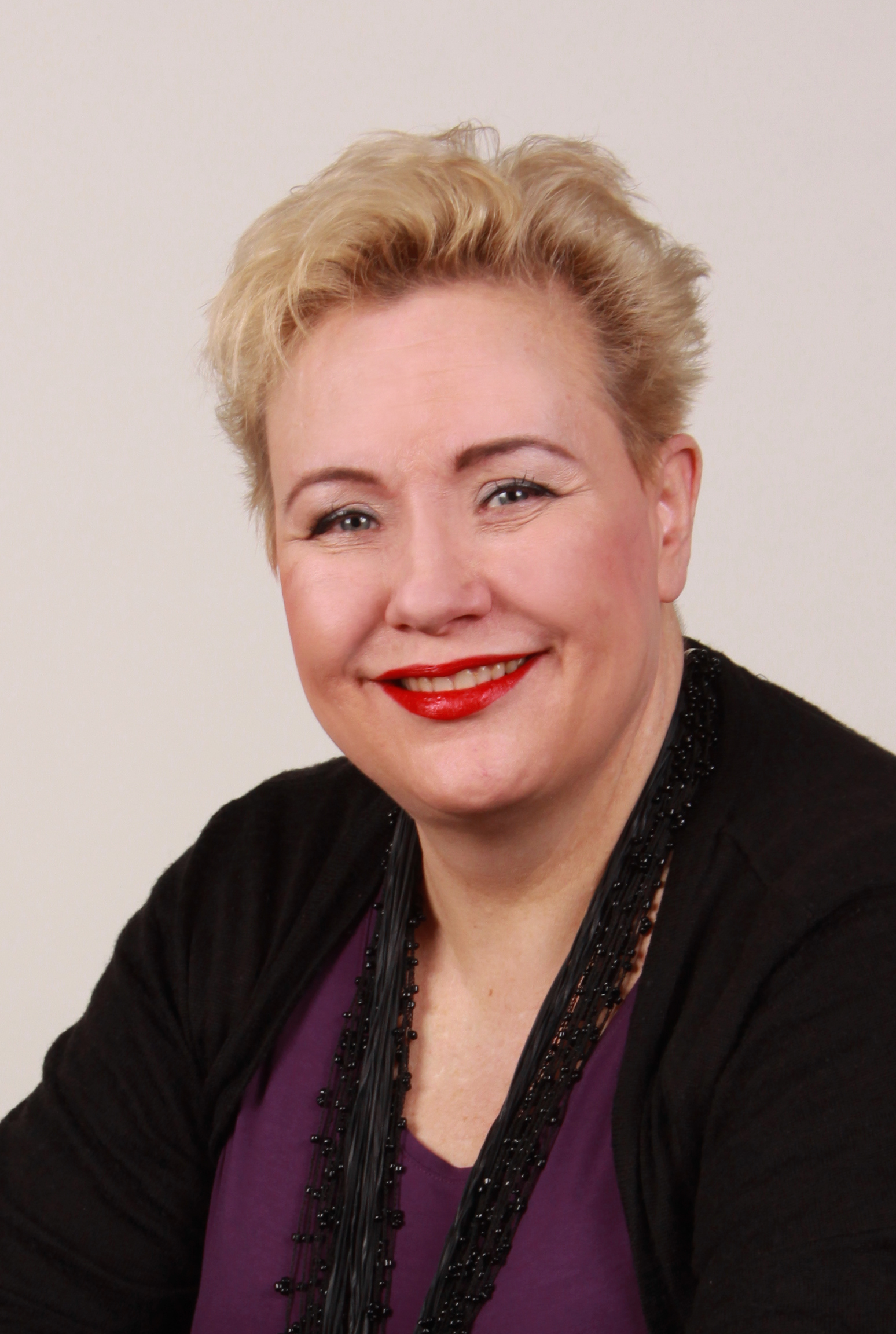
Sirpa Pietikäinen.

### Juillet
- 1er juillet : le premier réseau GSM au monde (Radiolinja) est entré en service en Finlande.

### Août
- 4 août : la députée Tina Mäkelä a été élue nouvelle présidente du Parti rural finlandais.
- 7 août : le politicien russe Vladimir Jirinovski remet en question l'indépendance de la Finlande dans une déclaration, affirmant que Vladimir Lénine n'avait pas l'autorité de l'accorder en 1917.
- 12 août : les forces de défense finlandaises annoncent qu’elles achèteront des armes et des munitions à l’ancienne Allemagne de l’Est pour un total de 200 millions de marks.
- 14 août : la radio suédoise rapporte que les services de renseignement suédois étaient prêts, depuis la Seconde Guerre mondiale et jusqu'aux années 1980, à accueillir le gouvernement finlandais en exil si l'Union soviétique occupait la Finlande. La CIA aurait financé des mesures pour préparer une éventuelle occupation de la Finlande et de la Suède. La ministre finlandaise de la Défense, Elisabeth Rehn, a déclaré que la Finlande n'était pas au courant de ces projets.
- 22 août : le président Mauno Koivisto a déclaré que le coup d'État soviétique avait mis à rude épreuve la politique étrangère de la Finlande, car la Finlande, avec d'autres pays nordiques, s'était ingérée dans les affaires intérieures de l'Union soviétique en critiquant les décisions politiques des dirigeants soviétiques.
- 25 août : la Finlande entame des négociations avec les pays baltes en vue du rétablissement de relations diplomatiques normales. Une nouvelle reconnaissance de l'indépendance des pays n'est pas jugée nécessaire, la Finlande ayant déjà reconnu l'indépendance des pays baltes dans les années 1920 et n'ayant pas reconnu leur annexion par l'Union soviétique en 1940. Les relations diplomatiques sont rétablies entre la Finlande et les pays baltes le 29 août.

### Septembre
- 13 septembre : les premiers ambassadeurs finlandais auprès des pays baltes sont nommés. L'ambassadeur de Finlande à Tallinn est Jaakko Kaurinkoski, celui de Finlande à Riga est Antti Lassila, et celui de Finlande à Vilnius est Taisto Tolvanen.
- 19 septembre : début de la crise bancaire : SKOP est rachetée par la Banque de Finlande.

### Octobre
- 1er octobre : le journal Uusi Suomi, qui enregistrait de lourdes pertes, est devenu hebdomadaire.
- 8 octobre : le sculpteur Erkki Salmela a remporté le concours de création de la pièce de monnaie du 75e anniversaire de l'indépendance de la Finlande. 35 000 pièces d'or d'une valeur de 1 000 marks ont été frappées au printemps 1992 et 300 000 pièces d'argent d'une valeur de 100 marks ont été frappées en décembre 1992.
- 10 octobre : le Parti de la droite constitutionnelle et le Parti des retraités finlandais ont été radiés de la liste des partis après s'être retrouvés sans députés lors de deux élections parlementaires consécutives.
- 25 octobre : la Marine a repoussé un sous-marin se déplaçant dans les eaux territoriales finlandaises lors d'exercices militaires avec des bombes d'avertissement.

### Novembre
- 1er novembre : Eino Siuruainen, député du Parti du centre finlandais, est devenu gouverneur du comté d'Oulu après le départ à la retraite d'Ahti Pekkala. Siuruainen a été remplacé au Parlement par le proviseur Tellervo Renko, défait aux élections de mars.
- 3 novembre : la Finlande et l'Union soviétique concluent un accord de voisinage pour remplacer l'accord YYA (Ystävyys-, yhteistyö- ja avunantosopimus). La pression pour mettre fin à cet accord s'est intensifiée après la réunification de l'Allemagne.
- 8 novembre : le Synode de l’Église évangélique luthérienne de Finlande a approuvé la nouvelle loi sur l’Église et le règlement sur l’Église et les élections, qui devaient entrer en vigueur en 1994.
- 14 novembre : le mark finlandais est dévalué de 14 %, ce qui sera plus tard considéré comme le point de départ de la récession finlandaise des années 1990.
- 16 novembre : Ulf Sundqvist, PDG de la Banque d'épargne des travailleurs finlandais, a été élu président du Parti social-démocrate.
- 18 novembre : Rolf Kullberg, gouverneur de la Banque de Finlande, démissionne, mais le président Mauno Koivisto lui demande de rester en poste. Kalevi Sorsa, membre du conseil d'administration de la banque, avait également démissionné, mais il retire sa démission après en avoir discuté avec Koivisto. Kullberg et Sorsa s'étaient opposés à la dévaluation du mark.
- 29 novembre : dernier numéro du quotidien Uus Suomen, transformé en magazine hebdomadaire.

### Décembre
- 12 décembre : les premières femmes finlandaises servant dans la force de maintien de la paix de l’ONU se sont rendues dans leurs lieux d’affectation au sud du Liban et sur le plateau du Golan, où elles ont participé à l’opération FINUL.
- 15 décembre : Suomenlinna et le vieux Rauma ont été inscrits sur la liste du patrimoine mondial de l’ONU.
- 17 décembre : la signature du nouvel accord de voisinage entre la Finlande et l’Union soviétique, qui avait été entièrement négocié, est annulée.
- 30 décembre : la Finlande reconnaît l'indépendance de la Russie, de l'Arménie, de l'Azerbaïdjan, du Kazakhstan, du Kirghizistan, de la Moldavie, du Tadjikistan, du Turkménistan, de l'Ukraine, de l'Ouzbékistan et de la Biélorussie, ainsi que le statut de la Russie comme État successeur de l'Union soviétique. La reconnaissance de la Géorgie est temporairement reportée en raison de la situation intérieure chaotique du pays.

## Sport
- Championnat de Finlande de football 1991.
- Championnat de Finlande de hockey sur glace 1990-1991.
- Championnat du monde de hockey sur glace 1991.
- Championnats du monde de biathlon 1991.

## Culture

### Sortie de film
- Il capitano.